# 氢氧化亚铜
氢氧化亚铜是一种无机化合物，化学式为CuOH。氢氧化亚铜是黄色或橙黄色固体，但由于杂质的存在，它通常呈暗红色。氢氧化亚铜高度不稳定，可在室温下被氧化。

## 制备
1. 氢氧化亚铜可由硫酸铜和硫代硫酸钠在溶液中反应得到。反应温度控制在35～50°C之间，pH≈7。[3]化学方程序为{\displaystyle {\rm {32S_{2}O_{3}^{2-}+32Cu^{2+}+16H_{2}O{\xrightarrow {CH_{3}CH_{2}OH}}32CuOH\downarrow +3S_{8}+8S_{4}O_{6}^{2-}+8SO_{4}^{2-}}}}。反应中乙醇作为催化剂，也作为溶剂将硫溶解。
2. 氢氧化亚铜可由氯化亚铜和氢氧化钠的置换反应制备：化学方程式为 {\displaystyle {\ce {CuCl +NaOH=NaCl +CuOH v}}}。但是这种方法很少被使用，因为产生的氢氧化亚铜会逐渐脱水并最终变成氧化亚铜。
3. {\displaystyle {\ce {Cu(OH)2-}}} 的分解可产生氢氧化亚铜。反应方程式为 {\displaystyle {\ce {Cu(OH)2- <=> CuOH + OH-}}}该反应所需的解离能约为 62±3 kcal/mol。[4]

## 化学性质
氢氧化亚铜极不稳定，存在水和氧气时会被氧化为氢氧化铜。化学方程式为 {\displaystyle {\ce {4CuOH + O2 + H2O = Cu(OH)2}}} 。

## 应用
氢氧化亚铜可作为还原剂、催化剂和脱氯剂。